# Васильєв Антон Юхимович
Анто́н Юхи́мович Васи́льєв (1885, Новгородська губернія, тепер Новгородська область, Російська Федерація — вересень 1970, місто Ленінград, тепер Санкт-Петербург, Російська Федерація) — радянський діяч, перший «червоний директор» Путиловського заводу Петрограда. Член Центральної контрольної комісії РКП(б) у 1923—1925 роках, член Партійної колегії Центральної контрольної комісії РКП(б) з 2 червня 1924 по 18 грудня 1925 року. Член ВЦВК.

## Життєпис
Народився в бідній селянській родині. Закінчив три класи початкової школи. Батько, Юхим Васильєв, влаштувався робітником на Путиловський завод Санкт-Петербурга, туди ж у тринадцятирічному віці (у 1898 році) пішов працювати учнем токаря і син. Згодом Антон Васильєв був токарем по металу лафетно-снарядної майстерні Путиловського заводу.
Член РСДРП з 1904 року. Учасник першої російської революції 1905 року.
У 1908—1913 роках — один із організаторів Нарвського районного комітету РСДРП, член комітету заводу «Айваз» на Виборзькій стороні, член підпільного Петербурзького комітету РСДРП(б)
Тринадцять разів був арештований, перебував під наглядом поліції. У 1916 році, ховаючись від переслідування поліції, поїхав до Ростова-на-Дону, де працював токарем на заводі «Аксай».
Після Лютневої революції в березні 1917 року повернувся до Петрограда, обраний головою заводського комітету Путиловського заводу.
У травні 1917 року обраний членом Нарвсько-Петергофського районного комітету РСДРП(б) і від більшовиків Нарвсько-Петергофського району висунутий делегатом на VII Всеросійську конференцію РСДРП(б).
Влітку 1917 року власники Путиловського заводу вирішили закрити завод у зв'язку з відсутністю палива, тоді заводський комітет на чолі з Васильєвим створив паливну комісію, направивши її в Донбас і на підприємства Петроградської губернії, у короткий термін роздобули мільйон пудів вугілля та нафти; завод не було зупинено, всі робітники залишилися на своїх місцях.
Під час жовтневого перевороту 1917 року організовував заводські загони Червоної гвардії на Путиловському заводі, був членом військово-революційного комітету Нарвсько-Петергофського району та учасником штурму Зимового палацу.
27 грудня 1917 року Путиловський завод був націоналізований, відповідно до «Положення про робочий контроль» ВЦВК заводський комітет отримав доступ до всіх справ заводу і затвердив тимчасовим виконувачем обов'язків директора Антона Васильєва. Пізніше залишив посаду директора, знову працював у заводському комітеті Путиловського заводу. З весни 1919 року працював у Військово-промисловій раді в Москві.
У період оборони Петрограда в 1919 році — начальник Нарвського районного штабу оборони, військовий комісар бригади на фронті, воював проти військ генерала Юденича. 
З вересня 1921 по 1924 рік — заступник голови виконавчого комітету Петроградської губернської ради.
Потім — на господарській роботі, був головою Державного об'єднання машинобудівних заводів (ДОМЗа) у Військово-промисловій раді.
З 1931 року — на пенсії в Ленінграді. З 1941 року працював на заводах Москви і Ленінграда.
Помер у вересні 1970 року в Ленінграді. Похований на Красненькому цвинтарі.

## Нагороди
- орден Леніна